# Panula narrans
Panula narrans är en fjärilsart som beskrevs av Walker 1858. Panula narrans ingår i släktet Panula och familjen nattflyn. Inga underarter finns listade i Catalogue of Life.